# SS-Unterführeranwärter
SS-Unterführeranwärter – stopień wojskowy noszony przez kandydatów na podoficerów w wojskach Waffen-SS. Jego polskim odpowiednikiem był elew.